# یلی‌ماهیان
یــَلّی‌ماهیان (Terapontidae) خانواده‌ای از ماهیان هستند.
یلی‌ماهیان بدنی مستطیلی‌شکل و فشرده دارند.
سه گونه از این ماهیان در آب‌های جنوبی ایران زندگی می‌کنند:
- یلی چهارخط
- یلی خط‌کمانی
- یلی درشت‌پولک